# الهوى والشباب (فلم)
الهوى والشباب فيلم سينمائي مصري، من إنتاج عام 1948، وبطولة أنور وجدي وليلى مراد، وإخراج نيازي مصطفى.

## فريق العمل
- أنور وجدي
- ليلى مراد
- محمود شكوكو
- حسن فايق
- عزيز عثمان
- إستيفان روستي
- محمد كمال المصري (شرفنطح)

## روابط خارجية
- مقالات تستعمل روابط فنية بلا صلة مع ويكي بيانات